# Gmina Kullamaa
Gmina Kullamaa (est. Kullamaa vald) – gmina wiejska w Estonii, w prowincji Lääne.
W skład gminy wchodzi:
- 14 wsi: Jõgisoo, Kalju, Kastja, Koluvere, Kullamaa, Kullametsa, Leila, Lemmikküla, Liivi, Mõrdu, Päri, Silla, Ubasalu, Üdruma.